# ألفارو نوغويرا
ألفارو نوغويرا (بالإسبانية: Alberto Noguera)‏ (24 سبتمبر 1989 بمدريد في إسبانيا - ) هو لاعب كرة قدم إسباني في مركز الوسط. لعب مع أتلتيكو مدريد ب وأتلتيكو مدريد ورايو فايكانو ب ورايو ماخاداهوندا ونادي باكو ونادي بلاكبول ونادي سان سباستيان دي لوس رييس ونادي فوينلابرادا وأتلتيكو مدريد ج وCF Trival Valderas ‏.

## وصلات خارجية
- ألفارو نوغويرا على موقع قاعدة بيانات كرة القدم.إي يو (الإنجليزية)
- ألفارو نوغويرا على موقع Soccerbase.com (لاعب) (الإنجليزية)
- ألفارو نوغويرا على موقع Soccerway.com (الإنجليزية)